# John Ritchie (naukowiec)
John Ritchie – brytyjski żeglarz, hydrograf, inspektor Brytyjskiej Kompanii Wschodnioindyjskiej, pionier hydrologii w Zatoce Bengalskiej i ujściu Gangesu w latach 1770–1785. W roku 1771 na statku The Deligent odwiedził rejon Andamanów. Od jego nazwiska wziął nazwę Archipelag Ritchie.